# Francis Szpiner
Francis Szpiner, né le 22 mars 1954 à Paris, est un avocat et homme politique français.
Associé fondateur du cabinet STAS & Associés, il a défendu plusieurs personnalités impliquées dans des affaires politico-financières et de nombreuses victimes du terrorisme. Gaulliste orthodoxe, membre du Rassemblement pour la République, il conseille de nombreux responsables de la droite, dont Alain Juppé, à partir des années 1970. Il est, entre autres, vice-président de la commission nationale consultative des droits de l'homme de 2002 à 2008.
Il est conseiller du président de la République Jacques Chirac entre 1995 et 2007.
Soutien de Rachida Dati, lors des élections municipales de 2020, il est élu maire du 16e arrondissement de Paris puis sénateur de Paris lors des élections sénatoriales de 2023. La participation de Rachida Dati au gouvernement de Gabriel Attal en violation de la ligne des Républicains provoque son départ du groupe Changer Paris et la création du groupe Les Républicains, Les Centristes - Demain Paris ! au Conseil de Paris, dont il est le président. 
En mars 2025, il annonce briguer la mairie de Paris lors des élections municipales de 2026.

## Biographie

### Origine
Francis Simon Szpiner est le fils de Jacques et Bella Szpiner, imprimeurs parisiens d’origine juive polonaise, et provient d'un milieu politique familial qu'il décrit lui-même « comme mendésiste et gaulliste ». Adolescent, il milite au Front des étudiants juifs de France. Il fait ses études de droit à l'université Panthéon-Assas et à l'Institut de criminologie de Paris.

### Vie professionnelle
Avocat au barreau de Paris depuis 1975, il est ancien deuxième secrétaire de la conférence du stage et ancien membre du Conseil de l'Ordre (1995-1997), ainsi que du Conseil national des barreaux.
En 1981, il est l'avocat de Pierre de Varga, accusé d’avoir commandité l'assassinat de Jean de Broglie. Dans les années suivantes, il défend la célèbre proxénète Madame Claude, l’ancien dictateur centrafricain Jean-Bedel Bokassa, l’ancien ministre socialiste Christian Nucci dans l’affaire du Carrefour du développement, le supergendarme de l'Élysée Christian Prouteau, le journaliste Patrick Poivre d'Arvor et l'homme d'affaires Bernard Tapie.

#### Affaires politiques et économiques
Il a plaidé pour Pierre de Varga dans l'affaire de Broglie, pour les ravisseurs du baron Empain et du banquier Mallet. Il a défendu devant la cour d'assises de Bangui l'ancien empereur Bokassa, condamné à mort. Il a été l'avocat dans l'affaire des emplois fictifs de la mairie de Paris de l'ancien premier ministre Alain Juppé, qui est condamné le 30 janvier 2004, du président du CSA Dominique Baudis, de l'ancien ministre socialiste de la coopération Christian Nucci, du président de la Polynésie française Gaston Flosse et du président de la République Jacques Chirac, dont il a été un proche conseiller.
Francis Szpiner est l'avocat de SOS Attentats et a connu à ce titre l'affaire du DC 10 d'UTA, les affaires Carlos, Action directe, des familles des religieuses françaises disparues en Argentine, de l'attentat contre le bateau City of Poros. Il était l'avocat dans les années 1990 de Madame Claude, du fondateur du GIGN Christian Prouteau dans l'affaire des écoutes de l'Élysée, de la république de Djibouti dans l'affaire Borrel et de Michel Tabachnik qu'il fit relaxer à deux reprises dans le procès de l'Ordre du Temple solaire.
Pendant les années 1995-2002, il participe à l'activité de la cellule juridique de l'Élysée (surnommée le « cabinet noir ») réunie autour de Dominique de Villepin, secrétaire général de la présidence de la République, chargée de suivre les affaires politico-financières en cours et d'entraver les procédures judiciaires lancées contre Jacques Chirac,. Selon les dires des intéressés, cette cellule aurait fortement conseillé à Michel Roussin et Didier Schuller de fuir la France avant leur arrestation, ce qu'il a toujours contesté. Il obtient le dessaisissement du juge Halphen dans l'affaire dite des HLM de Paris. Il est intervenu pour Jean-François Copé dans le conflit pour la présidence de l'UMP.
Il est l'avocat de France 2 et de Charles Enderlin dans le procès intenté par eux contre Philippe Karsenty dans l'affaire Mohammed al-Dourah en 2008, et fut l'avocat de la grande mosquée de Paris et de Dalil Boubakeur dans l'affaire des caricatures de Mahomet publiées par Charlie Hebdo.
En 2011, on le retrouve du côté du président de la Guinée équatoriale, Teodoro Obiang, aux côtés de son collègue Olivier Pardo, et face au Comité catholique contre la faim et pour le développement (CCFD-Terre solidaire). En Afrique, il a été l'avocat des présidents du Sénégal Abdoulaye Wade et de Djibouti Ismaïl Omar Guelleh.
En 2013, il défend Jean-Marie Messier devant la cour d'appel de Paris et obtient une réduction de sa peine de trois ans d'emprisonnement avec sursis à dix mois d'emprisonnement avec sursis.
En 2015, Il est l'avocat du marchand d'art Yves Bouvier dans l'affaire l'opposant au milliardaire russe Dimitri Rybolovlev. Il est également cette année là, avec Jean-Pierre Mignard, l'avocat du Qatar dans sa plainte en diffamation contre Florian Philippot.
En 2016, il plaide pour l'association La Voix de l'enfant contre l'animateur Jean-Marc Morandini impliqué dans une affaire de castings scabreux ayant pu mettre en scène des mineurs.
En 2017, il devient l'avocat du commissaire divisionnaire François Thierry, chef de l'Office central pour la répression du trafic illicite des stupéfiants, ainsi que celui du président du Paris Saint-Germain, Nasser Al Khelaïfi.
En 2018, il défend l'État sénégalais face au maire de Dakar Khalifa Sall.

#### Affaires criminelles
Il est avocat des parties civiles dans le procès dit de « l'affaire de l'Appât », ouvert en 1988 ; la sœur de Laurent Zarade, l'une des victimes, s'avère d'ailleurs être l'une de ses collaboratrices. Sa prestation a marqué les esprits lorsqu'il a mis en cause la responsabilité implicite de Valérie Subra dans le trio criminel, tandis qu'elle prétendait n'avoir qu'un rôle d'appât. Pour Me Szpiner, « unis tous les trois dans la préparation, unis tous les trois dans l'exécution, unis dans le partage, il [aurait été] choquant qu'ils ne le soient pas dans la condamnation » ; les jurés suivront son avis ainsi que les recommandations de l'avocat général.
Il est l'avocat de la famille de Sohane dans l'affaire Sohane Benziane.
Il représente la partie civile dans l'affaire Ilan Halimi. Après le verdict en première instance, il dénonce la « particulière indulgence » des juges. Il tient des propos vifs à l'encontre de l'avocat général le qualifiant de  « traître génétique » et des avocats des accusés,, à la suite de quoi le parquet a demandé au bâtonnier de bien vouloir diligenter une enquête, le bâtonnier répondant qu'il en avait ordonné une spontanément avant même que la demande soit formée. Szpiner a été relaxé par le conseil de l'Ordre, relaxe confirmée par la cour d'appel de Paris. Par arrêt du 4 mai 2012 la Cour de cassation casse l'arrêt de la cour d'appel de Paris et renvoie l'affaire devant la cour d'appel de Lyon qui, par arrêt du 18 avril 2013, a prononcé un « avertissement » à son encontre, décision qui fait l'objet d'un pourvoi en cassation.
Il défend également son confrère Karim Achoui, qu'il a fait acquitter dans l'affaire Ferrarra. Il défend les sœurs de Suzanne Viguier dans l'affaire Suzanne Viguier. Il fut l'avocat du comédien Roland Giraud et de son épouse dans l'affaire de la disparition de leur fille (affaire Treiber) et le chanteur Pierre Perret contre le Nouvel Observateur. Me Szpiner représente les parties civiles dans le procès en appel des hormones de croissance. Il a été l'avocat de l'association La Voix de l'enfant et de la tante de Marina comme partie civile dans l'affaire Marina Sabatier. Il a défendu les intérêts de la famille de Mohamed Laidouni tué sur l'autoroute A 13[réf. souhaitée]et de la famille d'Agnès Marin. 
Il est l'avocat d'Henda Ayari dans l'affaire Tariq Ramadan et de Latifa Ibn Ziaten au cours du procès en appel d'Abdelkader Merah.
Il se constitue partie civile au nom du fils de Samuel Paty.
Dans le cadre de l'affaire Yuriy, il défend la victime du même nom.
En février 2022, il assiste les neveux du père Jacques Hamel en qualité de parties civiles devant la cour d'assises de Paris.

### Vie politique

#### Parcours politique
En 1978, Francis Szpiner est candidat de la fédération de Paris du Mouvement des radicaux de gauche à l'élection partielle de la seizième circonscription de Paris, dans le 14e arrondissement. Il obtient 66 voix.
Entre 1990 et 1991, il est directeur du cabinet d'Alexandre Léontieff, président de la Polynésie française. De 2002 à 2008, il est vice-président de la Commission nationale consultative des droits de l'homme auprès du Premier ministre, où il cosigne une opinion minoritaire contre le mariage pour tous en 2013.
Aux élections législatives de 2002, il se présente sans succès sous l'étiquette RPR contre Arnaud Montebourg dans la sixième circonscription de Saône-et-Loire. Dans le livre Les Frères invisibles, les journalistes Renaud Lecadre et Ghislaine Ottenheimer affirment que Szpiner fut l'un des principaux associés maçonniques de Jacques Chirac, dont il fut un proche conseiller depuis 1994 et qui l'a promu en 2005 officier de la Légion d'honneur. Pour les élections législatives de 2012, Francis Szpiner est choisi, à la demande de Jacques Chirac, comme suppléant d'Éric Raoult dans la douzième circonscription de la Seine-Saint-Denis. Éric Raoult est battu.
Il est investi par Les Républicains comme candidat aux élections législatives de 2017 dans la 11e circonscription de Paris mais il est battu par Marielle de Sarnez (MoDem).
Présent sur la liste des Républicains pour l'élection municipale dans le 16e arrondissement de Paris, menée par le député Claude Goasguen, Francis Szpiner devient de facto la tête de liste après le décès de ce dernier le 28 mai 2020. Il fait face aux listes dissidentes de la sénatrice Céline Boulay-Espéronnier et de la maire sortante Danièle Giazzi, qui avait succédé à Claude Goasguen en juin 2017. Il arrive néanmoins en tête du premier tour avec 47,8 % des suffrages. Le 28 juin, il l'emporte avec plus de 76 % des voix, ce qui en fait la tête de liste la mieux élue de la capitale au second tour.
Son épouse, Alexandra Szpiner, est conseillère régionale d'Île-de-France lors du second mandat de Valérie Pécresse, réélue lors des élections régionales de 2021. Professeur, elle est chargée de la lutte contre le décrochage scolaire au sein de l'exécutif régional. 
Lors des élections législatives de 2022, il est candidat dans la quatorzième circonscription de Paris. Il est battu au second tour, recueillant 46,77 % des suffrages, face à Benjamin Haddad le candidat d'Ensemble, ce qui marque la perte historique de cette circonscription ayant été jusque-là uniquement détenue par la droite depuis sa création en 1958.
En septembre 2023, il est élu sénateur de Paris sur la liste des Républicains.
En réaction à l'entrée de Rachida Dati au gouvernement d'Emmanuel Macron, il décide en mars 2024 de quitter le groupe Changer Paris, formé par les élus de droite au conseil municipal et dirigé par la nouvelle ministre. Il annonce la création d'un nouveau groupe (Les Républicains, Les Centristes - Demain Paris !) avec une douzaine d'autres élus et envisage de se présenter à l’élection municipale de 2026. Il bénéficie à ce titre du soutien d'Éric Ciotti, président du parti. Lors d'un sondage effectué après la scission du groupe par Ispos pour La Tribune Dimanche, Francis Szpiner est testé comme tête de liste LR pour les municipales 2026, il apparaît qu Rachida Dati demeure mieux placée que le sénateur de Paris parmi les électeurs LR.
En mars 2025, Francis Szpiner officialise sa candidature à l'investiture de la droite pour le scrutin municipal de mars 2026.

#### Prises de position
- Statut de Paris

En mars 2024, Francis Szpiner estime que Paris devrait sortir de la loi PLM. En juin 2024, il prône une modification de la loi PLM, notamment en dotant les maires d'arrondissements de la personnalité juridique.

### Autres activités
Francis Szpiner est maître de conférences à Sciences Po et professeur à l'École des hautes études internationales. 
Il est membre de l'Académie des sciences d'outre-mer depuis 2016.
Il est capitaine de vaisseau de réserve de la Marine nationale.

### Affaires judiciaires

#### Affaire Arash Derambarsh
En 2015, Francis Szpiner fait partie du jury de thèse d'Arash Derambarsh, qui n'a — contrairement aux habitudes — donné lieu à aucun rapport de soutenance. En 2020, la section disciplinaire du conseil académique de l’université de Paris I établit que la thèse a été plagiée aux trois quarts et que « la composition du jury n'est pas régulière ». Elle déplore en outre « le manque de proximité scientifique du jury avec le sujet de la thèse ». Francis Szpiner se défend sur ce dernier point en assurant être « tout à fait légitime pour juger une thèse sur [les fichiers de police] ». La thèse est annulée en avril 2023.

#### Affaire Nasser Al-Khelaïfi
En 2022, Tayeb Benabderrahmane, lobbyiste franco-algérien porte plainte avec constitution de partie civile pour "enlèvement, de séquestration avec torture et d’actes de barbarie, d’association de malfaiteurs et extorsion en bande organisée" contre Nasser Al-Khelaïfi, patron du PSG, en lien avec la détention de documents sensibles. Francis Szpiner est l'un des avocats de Nasser Al-Khelaïfi. Le 27 juin 2023, le cabinet et le domicile de Francis Szpiner sont perquisitionnés par l’Office central de lutte contre le crime organisé. Le bâtonnier de Paris conteste une partie des saisies. Le 11 mars 2025, la Cour de cassation valide les saisies effectuées lors de la perquisition.

#### Affaire du logement social
En octobre 2024, le parquet de Paris ouvre une enquête préliminaire visant Francis Szpiner et un bailleur social parisien. L’enquête concerne les conditions d’attribution d’un logement social à une jeune femme, qui dit avoir entretenu une relation sexuelle avec Francis Szpiner en échange de cette attribution. Dans le cadre d'une information judiciaire ouverte pour corruption active et passive, les locaux du bailleur social, le domicile de Francis Szpiner et la mairie du 16e arrondissement sont perquisitionnés le 16 avril 2025. Francis Szpiner conteste formellement les faits. 

### Décorations
- Commandeur de la Légion d'honneur (2011 ; officier en 2005)[44]
- Officier de l'ordre national du Mérite (2000 ; chevalier en 1992)[45]
- Médaille des services militaires volontaires, argent

## Œuvres
- Une affaire de femmes, Balland, 1986, adapté au cinéma sous le même titre par Claude Chabrol
- Mat d'échec, Balland, 1990
- Fantôme de papier, La Table ronde, 2006, roman
- Une affaire si facile, Le Cherche midi, 2020, roman

## Au cinéma
- En 2019, son rôle est interprété par Jean Benguigui dans le film Une intime conviction, qui place l'intrigue au cœur de l'affaire Suzanne Viguier.

### Presse
- 25 articles sur Francis Szpiner.